# 拉温杜什
拉温杜什是葡萄牙波尔图区的一个堂区。总面积9.69平方公里，总人口2131人，人口密度219.9人/平方公里。